# 고스트 워
《고스트 워》(영어: Spectral)는 2016년 넷플릭스에서 공개된 미국의 SF 전쟁 스릴러 영화이다. 몰도바에서 일어난 내전에 파견된 미군 병사들이 정체불명의 유령과 맞닥뜨리면서 벌어지는 사건을 다루고 있다. 제임스 배지 데일, 맥스 마티니, 에밀리 모티머, 클레인 크로퍼드, 브루스 그린우드가 출연하고, 닉 마티외 감독이 연출했다.
2016년 12월 9일 넷플릭스에서 전세계 동시 공개되었다.

## 줄거리
몰도바 내전 지역에서 정체를 알 수 없는 투명한 존재들이 나타나 사람들을 무차별적으로 살해하기 시작한다. 미군 특수부대는 이 현상을 조사하기 위해 DARPA 연구원 클라인을 현장에 파견한다. 특수부대가 사용하던 고글에 포착된 이 존재들을, 처음에는 단순한 전파 방해로 여겼으나, 클라인은 그 실체를 파악하려 한다. CIA 요원 매디슨은 이 존재들이 첨단 위장 기술을 사용한 반군일 가능성을 제기하며 그 기술 샘플을 확보하려 한다.
클라인과 매디슨은 특수부대와 함께 실종된 팀을 찾으러 갔다가 정체불명의 존재들의 공격을 받고 가까스로 탈출한다. 그들은 한 폐공장으로 피신하고, 그곳에서 살아남은 다른 특수부대원과 현지 남매를 만난다. 이 남매의 아버지는 철가루로 이 존재들을 막을 수 있다는 것을 알아냈고, 그들은 이를 이용해 폐공장에서 탈출하려 한다. 하지만 철가루로 만든 방어막을 뚫고 나타난 존재들로 인해 부대는 다시 위험에 빠지고, 일부는 목숨을 잃는다.
생존자들은 몰도바 군 통제 벙커로 대피하고, 클라인은 이 존재들이 보스-아인슈타인 응축물로 이루어져 있다는 것을 밝혀낸다. 그는 철과 세라믹이 이들을 막을 수 있다는 점을 이용하여, 특수부대원들을 위한 세라믹 갑옷과 무기를 제작한다. 이들은 응축물을 작동시키는 데 필요한 에너지를 공급하는 마스로프 발전소로 향한다.
발전소 지하 연구실에서 이 존재들이 인간 유해의 분자 복제본으로 만들어졌다는 사실을 알게 된다. 이들은 중앙 기계에 연결되어 생명을 유지하고 있었으나, 내전 중 시설이 파손되면서 탈출했던 것이다. 클라인은 시설 내 안전 장치를 작동시켜 응축물들을 비활성화시키고, 기계에서 인간 유해를 분리해 그들에게 평화를 선사한다.
미군은 도시를 장악하고, 국방부는 응축물 기계의 역설계를 고려한다. 클라인은 작별 인사를 나누고 고국으로 돌아간다.

## 출연진
- 제임스 배지 데일 - 클라인
- 에밀리 모티머 - 프랜 매디슨
- 맥스 마티니 - 세션스 소령
- 브루스 그린우드 - 올랜드 장군
- 클레인 크로퍼드 - 톨 하사
- 곤살로 메넨데스 - 카브레라
- 어설라 파커 - 사리
- 루이 오자와 장젠 - 첸 하사
- 코리 하드릭트 - 알레시오
- 에런 서번 - 보그단
- 딜런 스미스 - 탤벗
- 지미 아킹볼라 - 맥패든
- 라이언 로빈스 - 콤스톡
- 스티븐 루트 - 민달라 의사
- 필립 불콕 - 데이비스 하사
- 로이스 피어슨 - 디아스
- 데클런 해니건 - 헤이든
- 마크 오닐 - 루이스
- 마이클 보디 - 에프렘